# Dzika Kotlina

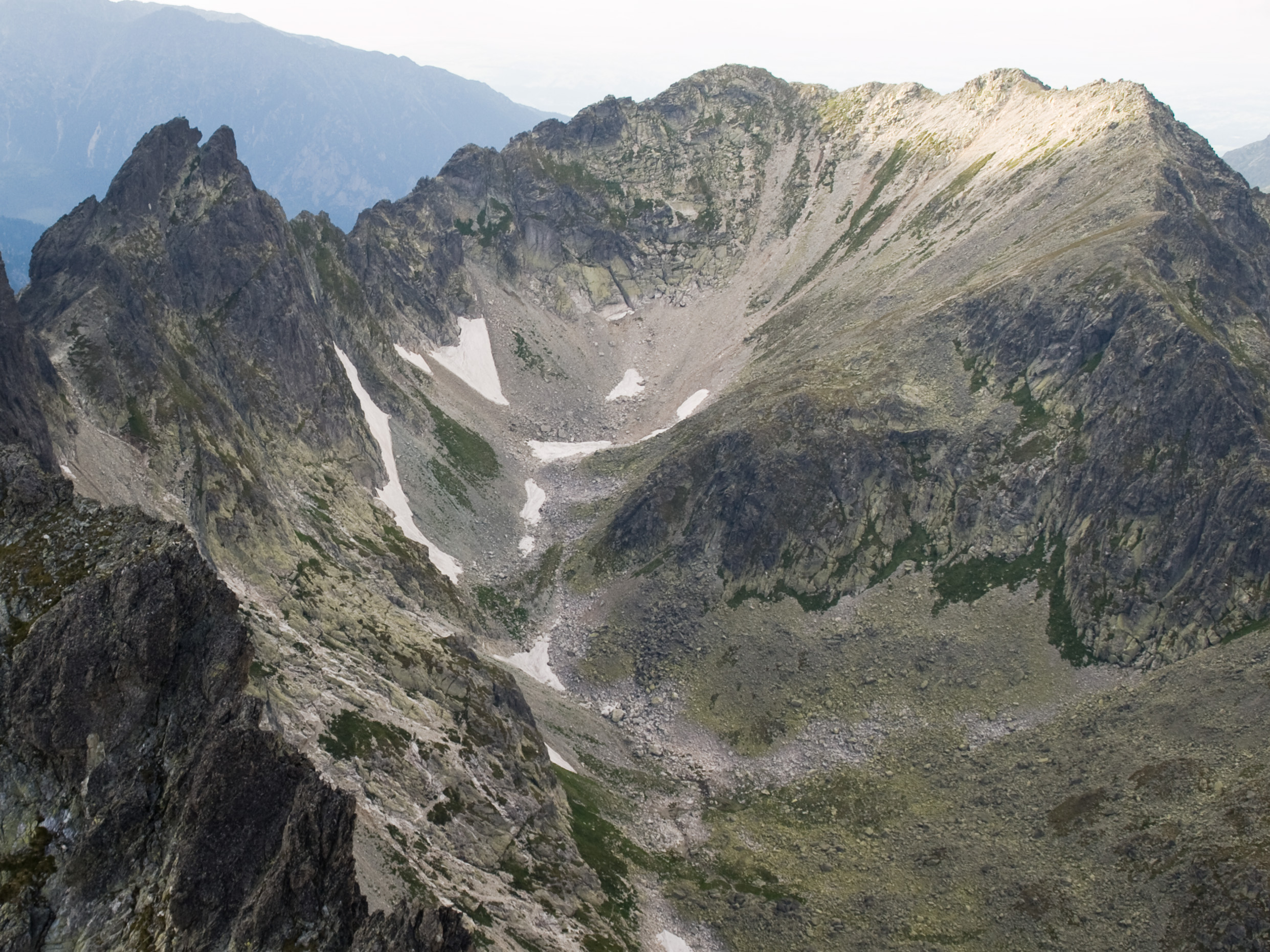
Dzika Kotlina widoczna poniżej Świstowego Szczytu

Dzika Kotlina (słow. Kotlina pod Divým sedlom, Divá kotlina) – kotlina położona na wysokości od 2150 do 2250 m n.p.m. znajdująca się w górnych partiach Doliny Staroleśnej w słowackiej części Tatr Wysokich. Dzika Kotlina stanowi jedną z odnóg Warzęchowego Koryciska – orograficznie prawego koryta Doliny Staroleśnej. Leży ona u podnóża Świstowego Szczytu, Dzikiej Turni i Świstowego Grzbietu. Brak w niej jakichkolwiek oczek wodnych, nie odwadnia jej żaden stały potok. Dzika Kotlina nie jest dostępna dla turystów, nieco na południe od niej, przez Kotlinę pod Rohatką, przebiega niebiesko znakowany szlak turystyczny prowadzący ze Schroniska Zbójnickiego na Rohatkę.
Dzika Kotlina sąsiaduje:
- od północy z doliną Rówienki – oddzielona masywem Świstowego Szczytu,
- od zachodu z Doliną Świstową – oddzielona fragmentem grani głównej Tatr na odcinku od Dzikiej Turni do Świstowego Szczytu,
- od południowego zachodu z Kotłem pod Polskim Grzebieniem – oddzielona masywem Dzikiej Turni i Turnią nad Rohatką,
- od południa z Kotliną pod Rohatką,
- od wschodu z Pustą Kotliną – oddzielona górnymi partiami Świstowego Grzbietu.